# Abraham Paz
Pour les articles homonymes, voir Paz.
Abraham Paz est un ancien footballeur espagnol, né le 29 juin 1979 à El Puerto de Santa María en Espagne. Il évoluait au poste de défenseur central.

## Palmarès
- Cádiz CF
  - Vainqueur de la Liga Adelante : 2005
  - Vainqueur de la Segunda División B : 2001

• A rencontré Karim Benzema en 2010